# Лепап, Себастьен
Себастьен Лепап (фр. Sébastien Lepape ; род. 4 июня 1991 года в Монтивилье, департамент Приморская Сена) — французский шорт-трекист, бронзовый призёр чемпионата Европы по шорт-треку 2018 года; двукратный призёр разных этапов Кубка мира по шорт-треку сезона 2010/2011 и 2015/2016 года. Участник зимних Олимпийских игр 2014, 2018 и 2022 годов. Окончил Университет Перпиньян - Виа Домитьа.

## Спортивная карьера
Себастьен Лепап родился в городе Монтивилье, регион Нормандия. В возрасте 10 лет начал кататься на коньках, после того, как один из его друзей пригласил Себастьяна посмотреть, как тот катается в шорт-треке. С 11 лет и до окончания карьеры тренировался на базе клуба «Club de Vitesse sur Glace du Havre», Гавр. В национальной сборной за его подготовку отвечал — Людовик Матьё.
Первую медаль на соревнованиях международного уровня Лепап выиграл на первом и втором этапах Кубке мира по шорт-треку сезона 2010/2011 года. 23 октября 2010 года на Морис Ришар Арене в забеге на 1000 метров среди мужчин он финишировал первым с результатом 1:31.096. Второе место занял соперник из Канады (Майкл Гилдей, 1:31.120 (+0.02) — 2-е место) и 3-е место американец Трэвис Джейнер, 1:31.208 (+0.11) — 3-е место).
Уже в январе 2011 года на юниорском чемпионате мира в Курмайоре в составе мужской команды выиграл золотую медаль в эстафете и занял 10-е место в общем зачёте. В 2014 году на чемпионате Европы в Дрездене поднялся на 4-е место в беге на 500 м, а на зимних Олимпийских играх в Сочи занял 8-е место на дистанции 1500 м, 12-е на 1000 м и 22-е место в беге на 500 м.
В январе 2018 года на чемпионате Европы в Дрездене он завоевал бронзовую медаль на дистанции 500 м  и 7-е место в общем зачёте многоборья. На зимних Олимпийских играх 2018, вторых в своей карьере, Себастьен Лепап был заявлен для участия в забеге на 500, 1000 и 1500 м. 10 февраля 2018 года в ледовом зале «Кёнпхо» он завершил забег на 1500 м среди мужчин с результатом 2:11.967. В итоговом зачёте Лепап занял 15-е место.
13 февраля 2018 года в ледовом зале «Кёнпхо» с результатом 1:23.489 он финишировал третьим в квалификационном забеге на 1000 м пятой группы и, таким образом, завершил дальнейшую борьбу за медали. В итоговом зачёте Лепап занял 19-е место. 20 февраля 2018 года в ледовом зале «Кёнпхо» с результатом 40.900 он финишировал третьим в третей группе квалификационного забега на 500 м и, таким образом, завершил дальнейшую борьбу за медали. В итоговом зачёте Лепап занял 22-е место.